# Охоння
Охоння — река в России, протекает по Андреапольскому и Торопецкому районам Тверской области. Река вытекает из озера Охоння на территории Андреапольского района, на большей части своего русла река является пограничной между Андреапольским и Торопецким районами. Устье реки находится в 101 км от устья реки Серёжи по левому берегу. Длина реки составляет 12 км.
У урочища Митрошино слева впадает Карасинский.
Единственный населённый пункт, расположенный недалеко (примерно 600 м) от реки — деревня Сухлово (исключена из списка населённых пунктов Шешуринского сельского поселения в 1998 году).

## Данные водного реестра
По данным государственного водного реестра России относится к Балтийскому бассейновому округу, водохозяйственный участок реки — Ловать и Пола, речной подбассейн реки — Волхов. Относится к речному бассейну реки Нева (включая бассейны рек Онежского и Ладожского озера).
Код объекта в государственном водном реестре — 01040200312102000023438.